# Raised on Rock
Albums de Elvis Presley
Elvis
(1973) Elvis: A Legendary Performer Volume 1
(1974)
Raised on Rock est un album d'Elvis Presley sorti en octobre 1973.

## Titres

### Face 1
1. Raised on Rock (Mark James) – 2:40
2. Are You Sincere (Wayne Walker) – 2:01
3. Find Out What's Happening (Jerry Crutchfield) – 2:31
4. I Miss You (Donnie Sumner) – 2:14
5. Girl of Mine (Les Reed, Barry Mason) – 3:38

### Face 2
1. For Ol' Times Sake (Tony Joe White) – 3:37
2. If You Don't Come Back (Jerry Leiber, Mike Stoller) – 2:31
3. Just a Little Bit (Ralph Bass, Fats Washington, John Thornton, Piney Brown) – 2:33
4. Sweet Angeline (Chris Arnold, David Martin, Geoff Morrow) – 3:02
5. Three Corn Patches (Jerry Leiber, Mike Stoller) – 2:46

## Musiciens
- Elvis Presley : chant, guitare
- James Burton, Charlie Hodge, Reggie Young : guitare
- Tommy Cogbill, Donald « Duck » Dunn, Tom Hensley : basse
- Jerry Carrigan, Ron Tutt, Al Jackson Jr. : batterie
- Bobby Wood : piano
- Bobby Emmons : orgue
- Glen Spreen : arrangements
- Mary et Ginger Holliday, Kathy Westmoreland, J. D. Sumner & the Stamps : chœurs